# Scherocumella fagei
Scherocumella fagei är en kräftdjursart som beskrevs av Petrescu 1997. Scherocumella fagei ingår i släktet Scherocumella och familjen Nannastacidae. Inga underarter finns listade i Catalogue of Life.